# -SETSUNA-
-SETSUNA-（せつな）は、日本の女性アイドルグループ。2022年11月11日にデビューし、「刹那な出会いや一緒に過ごせる時間を大切にする」ことをコンセプトに活動している。所属事務所はジョバンニ。

## 概要
- デビューからわずか4か月で日本武道館での公演が決定し、2024年3月6日に初の武道館ライブを成功させた[2]。
- 武道館公演後にメンバーの脱退を経て、現在は4人体制で活動中。
- 「complexで戦う私とあなたの存在証明のためのアイドルグループ」として、個性やコンプレックスを武器にしたパフォーマンスが特徴[3]。

## メンバー
| 名前       | 誕生日   | 血液型 | 身長  | 出身地 | 担当カラー       | 備考     |
| ---------- | -------- | ------ | ----- | ------ | ---------------- | -------- |
| 竹之内理沙 | 7月30日  | A型    | 158cm | 茨城県 | 萌えキュンピンク |          |
| 新山花音   | 11月29日 | O型    | 156cm | 兵庫県 | ミントグリーン   |          |
| 虎葉あやか | 7月21日  | B型    | 162cm | 福岡県 | タイガーオレンジ | リーダー |
| 四ノ宮澪   | 9月28日  | A型    | 150cm | 栃木県 | 花色ブルー       |          |

### 旧メンバー
- 高橋エリ
- 和泉ゆきな
- 小野崎成美
- 東宝寿依
- 百瀬せな
- 夢野裟彩
- 東山陽咲
- 有村まなか
- 皇青藍
- 玉樹青空

## ディスコグラフィ
| # | タイトル                       | 配信日         |
| - | ------------------------------ | -------------- |
| 1 | カモメ慕情                     | 2022年11月24日 |
| 2 | PPKT～パパ活Girlはかく語りき～ | 2022年11月25日 |
| 3 | あいたくて…                    | 2022年12月30日 |
| 4 | お母さん、あのね               | 2023年1月13日  |
| 5 | 東京ヤ・バ・イ                 | 2023年2月24日  |
| 6 | 恨んでもいいですか？           | 2023年10月8日  |
| 7 | かくれんぼ                     | 2024年1月14日  |
| 8 | どうせ、匿名希望               | 2025年6月17日  |